# Peščani filteri za vodu
Peščani filteri za vodu su vrsta filtera sa zrnastim nepovezanim filterskim sredstvom, koji se koriste u sistemima za kondicioniranje vode. Obično se sastoje od slojeva kvarcnog peska (ponekad sa slojem šljunka i antracita).

## Istorija
Tokom 19. i 20. veka, prečišćavanje pitke vode u domaćinstvima obavljalo se uglavnom sporim filterima ili nešto kasnije i brzim filterima. Sporo filtriranje vršeno je kroz biološku membranu koju stvaraju mikroorganizmi na površini filterskog sloja, često je nazivano i površinsko filtiranje. Brzo prečišćavanje za razliku od sporog vršeno je kroz celi filtarski sloj, zato je dobilo naziv dubinsko prečišćavanje.
Iako je u pojedinim istorijskim razdobljima bilo manjih sistema za prečišćavanje pitke vode, grad Paisley u Škotskoj, 1804. godine  bio je prvi grad koji je imao sistem za prečišćavanje vode za piće (sistemom sporog prečišćavanja). Ubrzo širom Evrope nastaje više stotina sistema za prečićvanje vode za piće. Već tada je otkriveno da dodavanjem aluminijum sulfata u sirovu vodu poboljšava kvalitet vode i ubrzava sam postupak. Tako je nastalo brzo prečišćvanje vode koje je ubrzalo sam postupak prečišćvanja i do 60 puta.

## Vrste peščanih filtera
Peščani filtera se mogu podeliti na spore i brze filtere. Brzi filtera se mogu dalje podeliti na otvorene (brzi gravitacijski filteri) i zatvorene (filteri pod pritiskom). Kod otvorenog gravitacijskog filtera filtracija nastaje zbog delovanja sile teže zbog visinske razlike izmešđu dovoda i odvoda vode na filteru, a to je obično od 1 do 1,5 metra Kod filtera pod pritiskom filtriranje nastaje zbog razlike u pritiscima koji se obično postižu pumpa, a pritisak je obično od 1,5 do 2 bara iznad atmosferskog pritiska.

### Spori filteri
Sporo filtriranje nastaje filteracijom pod pritiskom kroz biološku membranu koju obrazuju mikroorganizmi na površini filterskog sloja. Zato se ovaj obil filtracija naziva i površinsko filteriranje. Postupak sporog filtriranja se odvija na sporim filterima, koji se primenjuju za filtriranje nekoagulisane vode koja sadrži nisku mutnoću (retko preko 8°NTU). Rade pri malim brzinama filtriranja, obično 0,1 do 0,3 m/h (najčešće 0,2 m/h) i volumna protoka do 1.000 m3/dan]. Zato im je potrebna velika površina, a to utiče na visoke investicione troškove. Odlika im je vrlo visoko smanenje mutnoće i velika procenat zadržavanja bakterija (od 98 do 99%).

#### Cisterne
Cisterna je uglavnom takozvani spori peščani filtar, koji omogućava filtraciju, adsorpciju, biološku razgradnju organskih materija i drugo. Njime se iz vode izdvajaju sitne raspršene supstance, neke rastvorene organske materije i bakterije. Na površini se zadržavaju sve veće disperkovane materije, a filterske ispune zadržavaju sitne raspršene i koloidne materije. Osim toga, na površini se i, na potpovršinskomu sloju, razgrađuju organske materije. Umesto jednoslojnog filtera, može se oblikovati višeslojni filter sa ispunama, koji poboljšavaju fizičko-hemijsko i bakteriološko filtriranje vode.

### Brzi filteri
Brzi filteri za prečišćavanje vode su vrsta pešćanog filtera koji se koristi za kondicioniranje vode za piće.
Brzo filtriranje nastaje prolaskom vode kroz celi filterski sloj za razliku od sporog filtera koji koristi filtriranje kroz biološku membranu koju obrazuju mikroorganizmi na površini filterskog sloja. Postupak brzog filtriranja se odvija u brzim filterima tek nakon što je voda prošla postupak taloženja i ima mutnoću najviše 8°NTU.
Ovi filteri rade pri relativno velikim brzinama filtriranja, obično 5 do 7 m/h (iznimno 15 m/h), zavisno od granulometrijskih osobina  filterskog sloja i vrste filtera. Zbog velike brzine filtriranja, potrebna površina kod ovih filtera je višestruko manja u odnosu na spore filtera. Međutim, sa druge strane, kod brzih filtara prisutno znatno brže prljanje, a time i potreba za njihovim češćim ispiranjem (u proseku 1 do 2 puta dnevno).
Posredstvom dovodnog žleba voda namenjena prečiščavanju ravnomerno se raspoređuje iznad filterskog sloja i time se filtriraju prolazi tim slojem. Filterski je sloj položen na nosivu konstrukciju, najčešće montažne armiranobetonske ploče, u koje je ugrađen sistem mlaznica obično 64 mlaznice po m2]]. Kroz mlaznice se voda dospeva u donji deo bazena. Filtrirana voda se zatim sakuplja u sabirnom kanalu i odvodi glavnim kanalom (cevovodom) prema rezervoaru čiste vod

#### Ispiranje brzih filtera
Ispiranje brzih filtera obično traje 5 do 7 minuta. Najpe se pusti voda u trajanju od 2 minuta, zatim zajedno voda i vazduh u trajanju od 2 do 3 minute, i na kraju, radi ispiranja, voda u trajanju od 1 do 2 min. Voda od pranja odvodi se sabirnim žlebom i ispušta u kanalizaciju. Prelivna ivica žleba mora biti smešten na takvoj visini iznad površine filterskog sloja da se pesak prilikom pranja ne može vodom za ispiranje pleliti u žleb.
Radi neprekidnosti rada uređaja za prećišćavanje vode, uvek se izvodi više filterskih jedinica koje se peru odvojeno. Vazduh za pranje daje kompresor, čiji učinak zavisi od broja sapnica na filtarskim jedinicama pri njihovom istovremenom pranju, dok je potreban pritisak vazduha oko 0,5 bar, mereno od površine filterskog sloja. Čista voda za pranje filtera osigurava se u posebnom spremištu, odakle se pod pritiskom od oko 0,5 bar (u odnosu na površinu filterskog sloja) dovodi zasebnim cjvovodom do filterskog bazena.

#### Filteri na pritisak
Filteri na pritisak vrsta brzih filtera, smeštenih u zatvoreni čelični cilindrični rezervoar  ispunjen kvarcnim peskom u koji se voda dovodi pod pritiskom. Filtriranje nastaje zbog razlike pritiska na dovodu i odvodu vode.

## Materijali za peščane filtere
Najrašireniji filtracioni materijal za  peščane filtere su kvarcni pesak, hidroantracit, aktivni ugalj, specijalni minerali kao što je zeoliti i drugi zaštićeni proizvodi raznih proizvođača.

### Kvarcni pesak
Čestice ili zrnca kvarcnog peska trebaju biti što sličnije obliku kugle. Zavisno od nameni filtera (kvalitet čistoće) bira se i filtracijska ispuna, koja odgovara jednoj od granulacionih ispuna. Za svaku granulacionu grupu prema standardu, propisuje se dozvoljeni sadržaj čestica iznad i ispod granulacionog raspona. Osim učešća finijih i krupnijih čestica, propisana je i raspodela granulacionih faza filtracione mase ,a uvodi se i koeficijent uniformnosti U:
U = d60 / d10 ≤ 1,5
gde je: 
- d60 – veličine čestice filtracijske ispune u mm 60% masenog udela filtarcijske ispune čine čestice manje ili jednake d60;
- d10 – veličine čestice filtracijske ispune u mm 10% masenog udela filtarcijske ispune čine čestice manje ili jednake d10.

Granulometrijska ispravnost filtra je vrlo bitna za kvalitet filtracionog procesa. Postižu se veći učinci odvajanja (separacije) suspendovanih materija, duži radni vek između dva pranja, veći učinak (kapacitet) filtra,  i manji pad pritiska preko filterske ispune.  Sadržaj, odnosno maseni udeo kvarca (SiO2) mora biti minimalno 96%. Filtracioni materijal za pripremu vode za piće ne sme biti zakađen supstancama, čije bi rastvaranje pogoršavalo kvalitet  filtrirane vode. Gustoća kvarcnog peska mora biti u rasponu od 2.500 do 2.670 kg/m3. Nasipna gustoća suvog kvarcnog peska je oko 1.600 kg/m3.

### Višeslojna filterska ispuna
Primena višeslojnih filterskih ispuna donosi znatna poboljšanja u procesu filtracije, jer se zasniva na primeni različiti materijala kao što su kvarcni pesak, hidroantracit, koks i drugi. Jedna od najčešćih kombinacija je hidroantracit/kvarcni pesak.
Hidroantracit je čvrsti, sjajno-crni, oštrougaoni mineral manje specifične težine, pa se u filter stavlja kao gornji sloj ispune. Po svom sastavu je gotovo čisti ugljenik, a po poreklu najstariji ugalj, odnosno poslednji u nizu transformacije biljnih ostataka. Važno svojstvo ovih filtera je da je granulacija hidroantracita uvek veća od granulacije peska. Kao donji, nosivi sloj koristi se kvarcni pesak granulacije od 2,0 do 3,15 mm.
Gravitacijski, odnosno otvoreni filteri se projektuju sa minimalnim visinama sloja od 600 mm za kvarcni pesak, ili 400 mm za hidroantracit. Uz to se preporučuje i nosivi sloj kvarcnog peska veći od 200 mm.
Prilikom pranja filtera specifično lakši antracit hidrauličkom separacijom ostaje kao gornji sloj filtarske mase. Kako je hidroantrcit sastavljen od čestica veće granulacije (u odnosu na pesak) zadržavaju se samo krupnije nečistoće, a finije prolaze kroz antracit do finije granuliranog kvarcnog peska odnosno do drugog filtracijskog sloja. Time se omogućuje dubinska filtracija, koja ima za posledicu određene prednosti: 
- bolji efekat filtracije,
- povećanje brzine filtracije,
- povećanje učinka filtera,
- povećanje sigurnosti protiv prodora nečistoća,
- smanjenje specifičnog utroška vode za pranje,
- produženje trajanja radnog perioda filtera.

Postoje, međutim izvesni zahtevi kod sitema za pranje filtera, a time posredno i za konstrukciju same filtrirnice. Dok se za jednoslojne peščane filtere postupak pranja sastoji od protivpranja vodom od oko 20 m3 vode/m2h i ozračivanje vazduhom sa oko 50 m3/m2h. Kod višeslojnih filtera koriste se veći volumni protoka od 40 do 70 m3 vode/m2h uz kraće trajanje samog pranja.

## Peščana filtracija bazena
Pri peščanoj filtraciji bazena zbog obavezne prisutnosti dezinfekcionog sredstva (na primer hlora) potpuno otpada biološko čišćenje. Nečistoću odnosno prljavštinu zadržavaju samo zrnca peska, odnosno posebnog filterskog stakla u obliku nepravilnih zrnca ili pravilnih kuglica.
Na usisnom delu ispred pumpe ubacuje se određena količina flokulanta, kako bi se dobro promiešao sa sirovom vodom i prouzrokao formiranje flokula (pahuljica). Sirova voda ulazi u peščani filter na gornjoj strani filterske posude iznad filterskog sredstva, pa se pomoću ulaznog levka jednakomerno preliva po celoj filterskoj površini. Sirova voda zbog stvorenog pritiska iznad filterskog sredstva struji prema donjem delu filterske posude kroz slojeve filterskog sredstva pa se tako očisti. Zahvaljujući adsorpcijskim osobinama filterskog sredstva se nastale flokule (pahuljice) hvataju za površinu zrna pa se timn prostupko odstranjuju iz vodenog toka.
Najprije se na zrna hvataju najveće pahuljice a za tim sve manje. Tako raste učinak hvatanja nečistoća za filterski sloj, a istovremeno se smanjuje volumni protok vode zbog povećanog otpora. Ako se filtracija nastavi, u određenom trenutku se pahuljice odlepe od gornjih slojeva zrna, pa vodenim tokom prodiru u niže slojeve. Tu se ponovo hvataju za još nezasićena filtrirna jedra odakle ih je već teže isprati. Ako bi se filtriranje još nastavilo, voda bi sebi našla put kroz najmanje otporna mesta u filterskom sredstvu pa bi ostvarila kanale po kojih bi proticala bez da bi se očistila i filtar bi znači bio „probijen“. Zbog povećanog otpora filtera i kao posledice višeg tlaka, filterska posuda bi mogla u krajnjem slučaju puknuti. Znači kada se zbog nataloženih nečistoća na filterskoj površini smanjuje se propusnost filtera zbog otpora filtera kojeg ne smemo nikako preći, pa je potrebno pristupiti ispiranju filtra. Tako filtrirana voda izlazi na donjem dielu filtera i zatim u bazen. Pre ulaza u sam bazen filtrirana voda se dezinfikuje i po potrebi greje.

## Literatura
- Др.Мунир Јахић, Урбани водоводни системи, Удружење за технологију воде и санитарно инжењерство, Београд, 1988.
- Др. Мунир Јахић, Припрема воде за пиће, Пољопривредни факултет, Нови Сад, 1990.